# Metopina ventralis
Metopina ventralis är en tvåvingeart som beskrevs av Schmitz 1927. Metopina ventralis ingår i släktet Metopina och familjen puckelflugor. Inga underarter finns listade i Catalogue of Life.